# ひるなかの流星
『ひるなかの流星』（ひるなかのりゅうせい）は、やまもり三香による日本の漫画作品。『マーガレット』（集英社）2011年12号から2014年23号まで連載された。単行本全13巻。
2014年に、マーガレット&別冊マーガレットは50周年の企画としてモーションコミック化された。
2017年、永野芽郁の主演で映画化された。詳細節参照。

## あらすじ
主人公の与謝野すずめは、石川県の田舎町でのんびりと暮らす高校1年生。しかし、両親が海外に転勤になったのを機に、東京に住む叔父・諭吉のもとにあずけられることとなった。
上京初日に迷子になり、熱を出して公園で倒れたが、偶然出会った獅子尾に助けられる。その獅子尾の第一印象は「あやしい人」であったが、転入先の学校で担任教師として再会し、何かと助けてもらったりと関わっていくうちに、獅子尾に惹かれるようになる。一方、転入してはじめて友達となった馬村にも、恋心を持たれるようになる。

## 登場人物
声はモーションコミック版、演は映画版のキャスト。
与謝野すずめ（よさの すずめ）
声 - 冨岡美沙子 / 演 - 永野芽郁  
本作の主人公で美少女。連載開始時点で高校1年生。誕生日は12月1日。血液型はA型。身長163センチメートル、体重50キログラム。好きなものは魚と白飯、特技・趣味は運動することと寝ること。
両親が海外に転勤になったのを機に、田舎から東京の諭吉おじさんのもとにあずけられることとなった。
上京初日に東京で迷子になったが、偶然出会った獅子尾に助けられ、無事に諭吉宅にたどり着く。
小学校4年生のとき、熱を出して早退し自宅へ戻る際に道に迷ったが、真昼の空に流れ星をみつけ、追いかけたら自宅にたどり着いたというエピソードがある。
田舎育ちのため野暮ったくみられ、普段の髪形は黒髪、前髪をセンターで分け、髪の毛を左右で三つ編みにすることが多い。しかし、ゆゆかによって手が加えられたり、分け目を変えおしゃれをするなどすると可愛くなる。
学業が苦手で転入後のテストで赤点を3つとった。ちなみに、田舎にいたころはホームルーム等をしょっちゅうさぼっていた。
思っている感情が表情に出にくいが、悩みごとがあると鞄のひもをギュウギュウつかむ癖がある。
獅子尾を好きになり、2度告白するが、2度フラれている。
獅子尾五月（ししお さつき）
声 - 村田太志 / 演 - 三浦翔平
すずめの高校1年次の担任であり社会科の教師。誕生日は10月3日。血液型はO型。身長179センチメートル、体重67キログラム。好きなものはうまい棒とカツ丼、、特技・趣味は愛煙家のスキルを活かしたききタバコ、書きやすいボールペン集め。
すずめのおじである諭吉の店の常連客であり、オフ時はメガネをかけ、頭は起きたままのノーワックスでボサボサであるが、オン時は他の教師にいろいろ言われるため、髪の毛はワックスで軽く整え、コンタクトをつけている。
面倒見がよく、外見もイケメンで生徒に親しまれており、モテている。
なにかとすずめの事を気にかけており、すずめのこととなると慌てたり息を切らしたりする様子が見られ、その度周りに珍しいと思われている。
以前、鹿島つぼみと付き合っていた。
すずめのことを「ちゅんちゅん」というあだ名で呼んでいる。
馬村大輝（まむら だいき）
演 - 白濱亜嵐
すずめのクラスメイトで隣の席の男子。誕生日は2月10日。血液型はA型。身長175センチメートル、体重59キログラム。好きなものはチーズがのったもの、特技・趣味は食玩集め。
無愛想でスカしているように見えるが、実は女子に免疫が無く触れると赤面してしまう。すずめには転向初日に見抜かれてしまい、黙っておくかわりに「友達になって」と言われ、すずめと友達になる。
すずめと出会ったころは「ウゼェ」とよく口にしており、女子とはほとんどしゃべらなかったが、すずめと仲良くするようになってからほかの女子と少しだがしゃべったり、人当たりが以前より柔らかくなった。
連載中、身長が伸びており、当初は175センチメートルだったが2年生になる前には推定178センチメートルになっている。
すずめに惹かれ、思いを寄せるようになる。
塩顔のイケメン且つ美少年で、作者はメンズノンノモデルの坂口健太郎をモデルにして書いていることから、マーガレット本誌や、9巻の帯でコラボが実現している。
猫田ゆゆか（ねこた ゆゆか）
演 - 山本舞香
すずめのクラスメイトで美少女。誕生日は8月30日。血液型はAB型。身長156センチメートル、体重43キログラム。好きなものはパイ系、粉っぽいもの。特技・趣味は、ネイル・メイク。
普段は猫をかぶっているが、すずめをハブらせようとして違う待ち合わせ場所を伝えたことがある。そのときすずめと取っ組み合いのケンカをしたが結果として友達となり、少しのちには猫を被ることもやめた。
黒カラコンとまつげエクステをしている。成績は優秀なほう。
当初は馬村に思いを寄せていた。
鶴谷モニカ（つるたに モニカ）
演 - 小山莉奈
すずめのクラスメイト。誕生日は4月23日。血液型はO型。身長169センチメートル、体重55キログラム。好きなものはつまみ全般。特技・趣味は、体操・バレエ。
髪型がよく変わる。亀吉と一緒にいることが多い。
亀吉奈々（かめよし なな）
演 - 大幡しえり
すずめのクラスメイト。誕生日は11月1日。血液型はB型。身長154センチメートル、体重43キログラム。好きなものは炭酸ジュースなど。特技・趣味は、ベース・カラオケ。
おじさんが好みのタイプらしく、諭吉に思いを寄せる。鶴谷と一緒にいることが多い。
犬飼学（いぬかい まなぶ）
演 - 小野寺晃良
すずめのクラスメイト。誕生日は7月13日。血液型はO型。身長168センチメートル、体重60キログラム。好きなものは駅弁。特技・趣味は、スポーツ観戦。クラス委員をしていた。
馬村・猿丸と一緒にいることが多い。
猿丸小鉄（さるまる こてつ）
演 - 室井響
すずめのクラスメイト。誕生日は9月20日。血液型はB型。身長172センチメートル、体重59キログラム。好きなものは豚の生姜焼き。特技・趣味は、ゲーム。
馬村・犬飼と一緒にいることが多い。
熊本諭吉（くまもと ゆきち）
声 - 樋柴智康 / 演 - 佐藤隆太
すずめの叔父（母親の弟）。誕生日は5月2日。血液型はO型。身長186センチメートル、体重72キログラム。特技・趣味はすずめのパジャマ選び、ハーブを育てること。
飲食店を経営している。
鹿島つぼみ（かしま つぼみ）
獅子尾の元カノ。獅子尾より5歳年上。映画版未登場。
そこそこ有名なカメラマンで、世界中を飛び回っている。
皆川土牛（みながわ とぎゅう）
すずめと同じ高校の一つ上の先輩。誕生日は11月3日。血液型はB型。身長177センチメートル、体重60キログラム。好きなものは焼肉、アイス。特技・趣味は、バスケ。映画版未登場。

## 企画展開
アパレルブランド「earth music＆ecology」Japan Labelとのコラボレーションが行われ、作者であるやまもり三香とマーガレットの読者とともにデザインされた、作中に登場する4人のキャラクター（すずめ、ゆゆか、獅子尾、馬村）をイメージした洋服やアクセサリー、全11アイテムがラインナップされた。2014年5月10日から18日にかけて、「earth music＆ecology」下北沢店にてコラボアイテムの先行販売・予約会と『ひるなかの流星』原画展が行われたほか、5月21日から27日にはECサイト「CROSS COLLECTION」にて先行予約会が行われた。全国店舗での一般販売は6月7日から。

## 書誌情報

### 漫画
- やまもり三香 『ひるなかの流星』 集英社 〈マーガレットコミックス〉、全13巻

1. 2011年10月25日発売[集 1]、『マーガレット』2011年12号[1] - 18号、ISBN 978-4-08-846708-5
2. 2012年2月24日発売[集 2]、『マーガレット』2011年19号 - 2012年1号、ISBN 978-4-08-846744-3
  - ひるなかのなんちゃら（『マーガレット』2011年24号別冊ふろく『マーガレットmini』）
3. 2012年6月25日発売[集 3]、『マーガレット』2012年2号 - 9号、ISBN 978-4-08-846786-3
  - セカンドのキス（『マーガレット』2011年21号別冊ふろく『みんなのキス』）
4. 2012年10月25日発売[集 4]、『マーガレット』2012年10号 - 16号、ISBN 978-4-08-846843-3
5. 2013年2月25日発売[集 5]、『マーガレット』2012年17号 - 22号、ISBN 978-4-08-846888-4
  - クッキーガール クリームボーイ（『ザ マーガレット』2011年4月号）
6. 2013年5月24日発売[集 6]、『マーガレット』2012年23号 - 2013年5号、ISBN 978-4-08-845042-1
  - ツユカオル（『マーガレット』2012年18号別冊ふろく『それでも君が好き 片想い男子特集』）
7. 2013年9月25日発売[集 7]、『マーガレット』2013年6号 - 8号、10号 - 13号、ISBN 978-4-08-845095-7
  - ヒロインの流星[注 3][11]（『マーガレット』2013年12号別冊ふろく『miniマーガレット』）
8. 2013年12月25日発売[集 8]、『マーガレット』2013年14号 - 20号、ISBN 978-4-08-845139-8
9. 2014年3月25日発売[集 9]、『マーガレット』2013年21号 - 23号、2014年1号 - 3・4合併号、ISBN 978-4-08-845177-0
  - モア ザン ワーズ[12]（『マーガレット』2013年17号）
10. 2014年6月25日発売[集 10]、『マーガレット』2014年5号 - 10号、ISBN 978-4-08-845224-1
  - 番外編 犬飼くんのはなし。（『マーガレット』2014年3・4合併号）
11. 2014年10月24日発売[集 11]、『マーガレット』2014年11号 - 15号、17号、ISBN 978-4-08-845281-4
  - 番外編 やすおの物語（『ザ マーガレット』2014年6月号）
  - 日々流星－すずめのパラレル高校日記－[注 4][13]（『マーガレット』2014年11号別冊ふろく『日々蝶々×ひるなかの流星 コラボまんが』）
12. 2015年2月25日発売[集 12]、『マーガレット』2014年18号 - 23号[2]、ISBN 978-4-08-845344-6
  - 番外編〜体育祭の2人〜（描き下ろし）

番外編
- 2015年8月25日発売[集 13]、ISBN 978-4-08-845430-6
  - 二人の日常[14]（『マーガレット』2014年8号別冊ふろく『恋する日』）
  - 猿丸小鉄のあたまの中[15]（『ザ マーガレット』2015年6月号）
  - 隣の男[16]（『マーガレット』2015年3・4合併号別冊ふろく『miniマーガレット』）
  - 男女逆転 ひるなかの流星[16]（『マーガレット』2015年3・4合併号別冊ふろく『miniマーガレット』）
  - Black Pink（『ザ マーガレット』2008年6月号）
  - 特別描きおろし[注 5]
  - はつ恋むらさき[17]（『マーガレット』2013年23号別冊ふろく『はつ恋むらさき』）

### その他
- ひるなかの流星 番外編 blue[18]（『マーガレット』2017年5号、『椿町ロンリープラネット』7巻収録）
- ひるなかの流星 番外編 red[19]（『マーガレット』2017年8号、『椿町ロンリープラネット』8巻収録）
- 原作：やまもり三香、著者：はのまきみ、『ひるなかの流星 まんがノベライズ特別編 〜馬村の気持ち〜』 〈集英社みらい文庫〉、全1巻
  - 2017年3月10日発売[20]、ISBN 978-4-08-321362-5

## モーションコミック
2014年2月10日より、J:COM オン デマンドやauビデオパスなどau/J:COMの動画配信サービスでモーションコミックが配信された。

## 映画
2017年3月24日に公開された。

### キャスト
与謝野聡子
演 - 西田尚美
すずめの母。夫と共に海外転勤することになり、すずめを東京の諭吉のもとに預ける。

### スタッフ
- 監督 - 新城毅彦
- 脚本 - 安達奈緒子
- 音楽 - 羽毛田丈史
- 主題歌 - Dream Ami「はやく逢いたい」
- 撮影 - 小宮山充
- 美術 - 金勝浩一
- 照明 - 保坂温
- 録音 - 鶴巻仁
- 装飾 - 松下利秀
- VFXスーパーバイザー - 小坂一順
- 選曲 - 藤村義孝
- スクリプター - 藤島理恵
- 助監督 - 中西正茂
- ラインプロデューサー - 毛利達也
- 制作担当 - 山崎朝之
- アクションコーディネーター - 坂田龍平（オフィスワイルド）、福嶋愛美
- プロデューサー - 小原一隆、上原寿一、八尾香澄
- 制作プロダクション - C&Iエンタテインメント
- 企画・製作幹事 - フジテレビジョン
- 製作 - 映画「ひるなかの流星」製作委員会（フジテレビジョン、東宝、集英社）

### 関連作品
漫画
- やまもり三香 『ひるなかの流星 映画化スペシャル』 集英社 〈SHUEISHA Girls Remix〉、全1巻
  - 2017年3月17日発売、ISBN 978-4-08-113809-8

小説
- 原作:やまもり三香、著者:ひずき優、『映画ノベライズ ひるなかの流星』 〈集英社オレンジ文庫〉、全1巻
  - 2017年2月17日発売、ISBN 978-4-08-680122-5

- 原作:やまもり三香、著者:はのまきみ、『映画ノベライズ みらい文庫版 ひるなかの流星』 〈集英社みらい文庫〉、全1巻
  - 2017年2月24日発売、ISBN 978-4-08-321361-8